# Тукуренова, Ульяна Робертовна
Ульяна Робертовна Тукуренова (23 марта 1994, с. Кижинга, Кижингинский район, Бурятия, Россия) — российская женщина-борец вольного стиля, призёр чемпионатов России, мастер спорта России. 

## Карьера
В детстве занималась различными видами спорта, среди которых бокс. В борьбу пришла  в восьмом классе вместе с лучшим другом. В 17 лет Ульяна являлась двукратным призёром первенств России. Однако, получила травму разрыв передней крестообразной связки, и на два года осталась вне спорта. В июне 2017 года, она прошла взвешивание вместо Жаргалмы Цыреновой. Была возможность получить дисквалификацию на два года, но этого не произошло, и Тукуренова была включена в список участников чемпионата России в Каспийске, где завоевала бронзовую медаль. В ноябре 2017 года в составе сборной России в Москве стала обладателем Кубка европейских наций. В декабре 2017 года принимала участие на Кубке мира в Чебоксарах. В августе 2018 года в Смоленске в финале проиграла Инне Тражуковой и получила серебряную медаль чемпионата страны. В марте 2019 года на чемпионате России в Улан-Удэ заняла 3 место. В апреле 2019 года принимала участие на чемпионате Европы в Бухаресте. В ноябре 2019 года заменила Марию Кузнецову на Кубке мира в японской Нарите. В сентябре 2020 года в Казани стала чемпионкой России, одолев в финале Марию Кузнецову.

## Спортивные результаты
- Чемпионат России по женской борьбе 2017 — ;
- Кубок европейских наций по борьбе 2017 (команда) —
- Кубок мира по борьбе 2017 (команда) — 5;
- Чемпионат России по женской борьбе 2018 — ;
- Чемпионат России по женской борьбе 2019 — ;
- Чемпионат Европы по борьбе 2019 — 17
- Кубок мира по борьбе 2019 (команда) — 6;
- Чемпионат России по женской борьбе 2020 — ;
- Чемпионат России по женской борьбе 2022 — ;
- Чемпионат России по женской борьбе 2025 — ;

## Личная жизнь
В 2015 году окончила факультет физической культуры и спорта Бурятского государственного университета.